# 14-я танковая дивизия (СССР)
14-я танковая дивизия 7-го мехкорпуса (в/ч 6833) формировалась на базе 55-й легкотанковой бригады.

## Формирование и состав
В июне 1940 года бригада выдвинулась в город Поставы Вилейской (ныне Витебской) области, оттуда вошла в Литву (г. Каунас) и до середины июля размещалась в г. Рокишкис, а затем вернулась в Москву. 14-я дивизия дислоцировалась в г. Наро-Фоминск Московской области, летние лагеря находились на ст. Кубинка.
В состав дивизии входили: 27-й и 28-й танковые полки, мотострелковый полк, 14-й гаубичный артиллерийский полк, отдельный разведывательный батальон, отдельный зенитно-артиллерийский дивизион, ремонтно-восстановительный батальон, понтонно-мостовой батальон, автотранспортный батальон, отдельный батальон связи, медсанбат, рота регулирования, рота противохимической защиты, 113-я полевая касса Госбанка.
23 июня 1941 года 14-я танковая дивизия выдвинулась на Западный фронт: колёсными машинами походным порядком, гусеничными машинами — по железной дороге. К 30 июня было закончено сосредоточение в Лиозненском районе Витебской области. Личный состав дивизии насчитывал 9146 человек. На вооружении находилось 293 танка, 242 мотоцикла, 1046 автомобилей, 2 трактора, 280 единиц артиллерии.

## Участие в боевых действиях
7 — 10 июля 1941 года дивизия в составе 7-го мехкорпуса участвовала в Лепельском контрударе. В донесении в штаб Западного фронта о действиях 14 тд 6 июля говорится следующее: "При подробном выяснении установлено: 14 тд по существу не атаковала, наступал только мсп и один танковый полк и только приданными КВ и частью Т-34, а другой танковый полк стоял в лесу и ожидал отправки на Полоцк. Наступление было не организовано и не управлялось... Заставил Виноградова (прим. - командир мехкорпуса) и командира дивизии ночью захватить речку, сделать проходы, переправы и с утра наступать. Дело вышло и 14 тд с утра (7 июля) начала атаковать". Находившиеся на ремонте в Витебске семь танков 14-й дивизии без поддержки авиации пехоты, артиллерии, обороняли восточный берег Западной Двины до последнего снаряда, их экипажи героически погибли. Некоторые подразделения дивизии во главе с её командиром полковником Васильевым в районе Витебска попали в окружение, из которого выходили до конца июля.
Утром 16 июля дивизия вновь попала в окружение — под Ярцевом, на перерезанной немцами автотрассе Минск-Москва. С боями дивизия вышла из окружения через Соловьёвскую переправу.
К 25 июля в 14-й танковой дивизии осталось 10 танков, 7 мотоциклов, 433 автомобиля, 2 трактора и немногим более трёхсот человек личного состава.
За время боёв с частями дивизии противник потерял 122 танка, 325 мотоциклов, 208 единиц артиллерии, 10 самолётов, 33 машины, 187 велосипедов.
Расформирование дивизии проводилось с 8 по 19 августа 1941 года.

## Командование дивизии
Командир дивизии:
- Штевнёв, Андрей Дмитриевич (до 23.06.1941), Генерал-майор танковых войск;
- Васильев, Иван Дмитриевич (23.06 — 19.08.1941), Полковник.

Начальники штаба дивизии:
- Выжигин, Александр Дмитриевич (до 23.07.1941), Подполковник;
- Шапиро, Григорий Яковлевич (23.07 — 09.08.1941), Капитан.

Заместитель по строевой части
- Нэмме, Август Андреевич, (июль — октябрь 1941) полковник[2].

Заместитель по политической части
- Гуляев, Василий Георгиевич, Полковой комиссар.

## Герои Советского Союза
- Чепурной, Николай Миронович, старший лейтенант, командир батальона 14-го мотострелкового полка.